# Roslagstjärnen
Roslagstjärnen är en sjö i Umeå kommun i Västerbotten och ingår i Sävarån-Tavelåns kustområde.